# Neues Magazin fur Aerzte
Neues Magazin fur Aerzte (abreviado Neues Mag. Aerzte) fue una revista con ilustraciones y descripciones botánicas que fue editada en Alemania. Se publicaron 20 números en los años 1779-1800.